# Las Mijaradas
Las Mijaradas es una localidad del municipio español de Hurones, provincia de Burgos (comunidad autónoma de Castilla y León).

## Geografía
Situada en la llamada carretera de Poza, entre Hurones, al Sur, y Riocerezo, al Norte, y en el valle del río Hurones (afluente del río Morquillas).
- Datos: Q16466548